# Virgin Galactic Unity 22
Virgin Galactic Unity 22 es un vuelo espacial suborbital del VSS Unity una nave de clase SpaceShipTwo que se lanzó el 11 de julio de 2021. La tripulación estaba formada por los pilotos David Mackay y Michael Masucci, así como los pasajeros Sirisha Bandla, Colin Bennett, Beth Moses y Sir Richard Branson.

## Antecedentes
El 7 de junio Jeff Bezos anunció que planeaba estar en el primer vuelo tripulado de su empresa Blue Origin, lo que significó ser el primer vuelo tripulado al espacio (suborbital) de una empresa privada pagado íntegramente con dinero privado. En los días siguientes, comenzaron a aparecer rumores de que Richard Branson estaba presentando trámites para someterse a un vuelo suborbital similar en su propia empresa privada, venciendo a Bezos para reclamar ese primer logro. Se ha debatido si Virgin Galactic, que se acerca, pero no llega a la línea de Karman, constituiría de hecho un primer vuelo privado comercial al espacio.
A pesar de la rivalidad, poco antes del vuelo, Bezos le ofreció buenos deseos a Branson. Elon Musk se reunió personalmente con Branson poco antes del vuelo.

## Vuelo
El 11 de julio de 2021, la nave nodriza del Unity, VMS Eve, llevó al VSS Unity en una configuración de apoyo para ser lanzada. Unity alcanzó la altitud de 282,773 pies (86,189 m) en T + 2:38.
Se alcanzó un apogeo de 86,0 km (282.000 pies), por debajo de la línea de Karman.

## Tripulación
| Puesto    | Tripulación                  | Tripulación                  |
| --------- | ---------------------------- | ---------------------------- |
| Piloto    | David Mackay Third vuelo     | David Mackay Third vuelo     |
| Co-Piloto | Michael Masucci Second vuelo | Michael Masucci Second vuelo |
| Pasajero  | Sirisha Bandla First vuelo   | Sirisha Bandla First vuelo   |
| Pasajero  | Colin Bennett First vuelo    | Colin Bennett First vuelo    |
| Pasajero  | Beth Moses Second vuelo      | Beth Moses Second vuelo      |
| Pasajero  | Richard Branson First vuelo  | Richard Branson First vuelo  |